# In Old California When the Gringos Came
Pour plus de détails, voir Fiche technique et Distribution.
In Old California When the Gringos Came est un film muet américain réalisé par Francis Boggs et sorti en 1911.

## Fiche technique
- Réalisation : Francis Boggs
- Scénario : Lanier Bartlett
- Production : William Nicholas Selig
- Date de sortie :  États-Unis : 4 mai 1911

## Distribution
- Hobart Bosworth : Scudder
- Tom Santschi
- Kathlyn Williams
- Tom Mix